# Bolitoglossinae
Bolitoglossinae is een niet langer erkende onderfamilie van salamanders uit de familie longloze salamanders (Plethodontidae).
De groep wordt tegenwoordig als een onderdeel van de onderfamilie Hemidactyliinae beschouwd.